# Escut de Rellinars
L'escut oficial de Rellinars té el següent blasonament:
Escut caironat: de porpra, 2 claus passades en sautor amb les dents a dalt i mirant cap enfora, la d'or una banda i per damunt de la d'argent en barra, acompanyades de 3 estrelles d'argent malordenades. Per timbre una corona mural de poble.

## Història
Va ser aprovat el 30 de maig del 2001 i publicat al DOGC el 29 de juny del mateix any amb el número 3420.
Les claus de sant Pere són l'atribut del patró del poble, mentre que les tres estrelles són un senyal tradicional de l'escut de la localitat.